# عبدالله قشره
عبدالله قشره (عربی: عبدالله قشرة؛ زادهٔ ۳۱ ژانویهٔ ۱۹۴۵) بازیکن فوتبال اهل الجزایر بود.
از باشگاه‌هایی که در آن بازی کرده‌است می‌توان به باشگاه فوتبال مولودیه وهران اشاره کرد.
وی همچنین در تیم ملی فوتبال الجزایر بازی کرده‌است.